# Nationaal Museum Fernand Léger

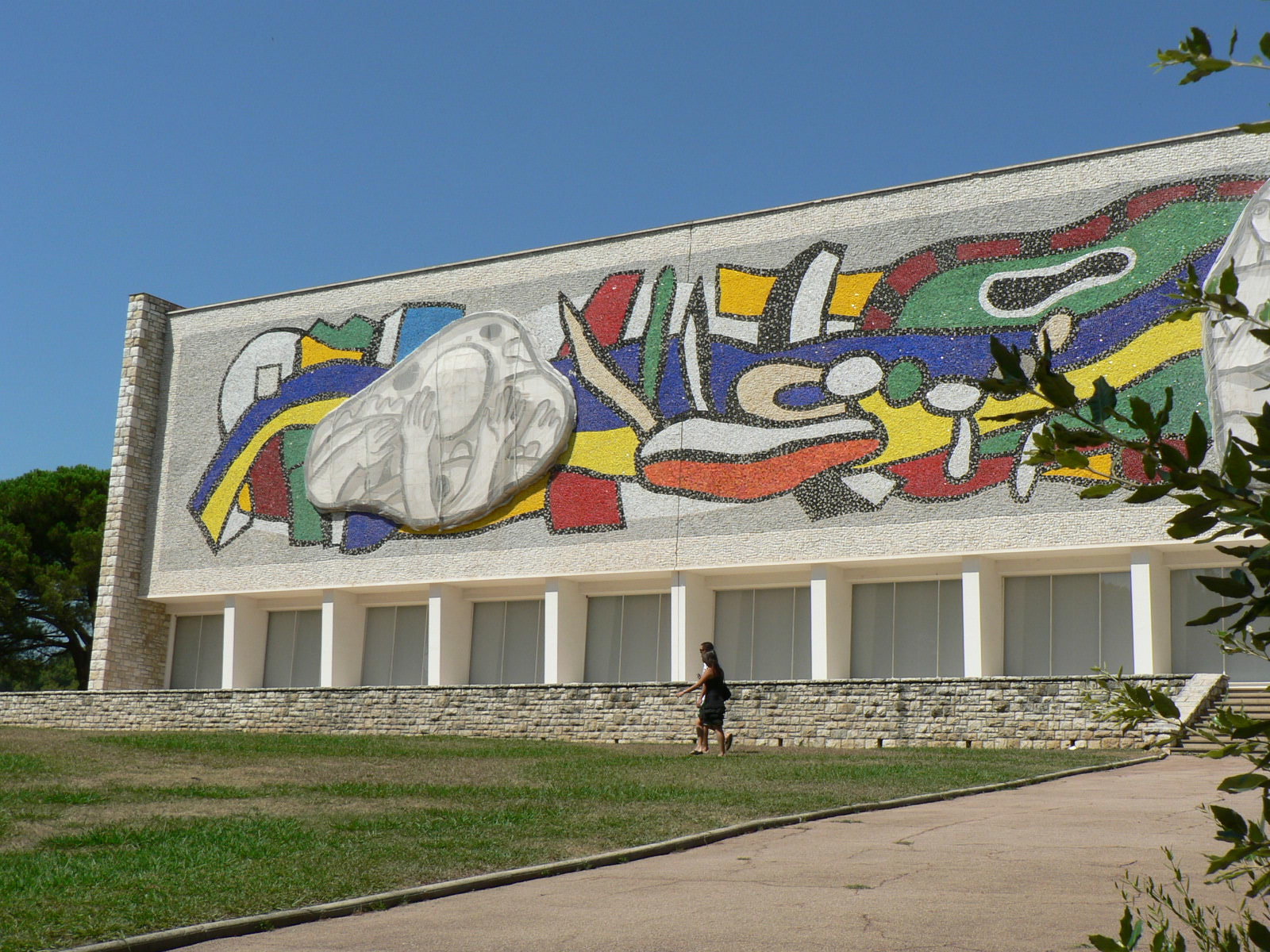
De zuidgevel van het museum

Het Nationaal Museum Fernand Léger ligt ongeveer 1 kilometer ten zuidoosten van het centrum van Biot in het departement Alpes-Maritimes. Het museum bevat een grote collectie schilderijen en ceramiek van de Franse schilder Fernand Léger. Het is een van de 33 Franse nationale musea in beheer bij het Franse Ministerie van Cultuur en Communicatie. 

## Geschiedenis
Vanaf 1949 verbleef Léger regelmatig in Biot waar hij in de werkplaats van Roland Brice werkte aan bas-reliëfs en grote ceramische sculpturen. Hij kocht in 1955 een stuk land (Mas Saint-André) ten zuidoosten van Biot om daar ruimte hebben om motieven uit zijn schilderwerken om te zetten in geglazuurde grote terracotta beelden. Op 17 augustus 1955 stierf Léger aan een hartaanval. Zijn weduwe Nadia Léger-Khodossevitch besloot daarna in samenwerking met Georges Bauquier (de assistent van Fernand Léger) de collectie schilderijen onder te brengen in een museum op het terrein van de Mas Saint-André. De opdracht voor het ontwerp werd gegeven aan de architect Andreï Svetchine. Op 13 mei 1960 werd het museum geopend. 
In 1967 schonken Nadia Léger en Georges Bauquier het gebouw met het park plus 348 werken van Léger aan de Franse staat. Het museum kreeg de status National Museum en de schenkers werden beide directeur. Het museum werd op 4 februari 1969 officieel geopend door André Malraux, de toenmalige Franse minister van Cultuur.
Tussen 1987 en 1990 werd het museum uitgebreid met een vleugel aan de noordzijde, haaks op het oorspronkelijke gebouw. Bernard Schoebel was als architect verantwoordelijk voor het ontwerp.
In 2004 werd het interieur van het museum gerenoveerd onder leiding van architect Marc Barani.

## De monumentale muurmozaïeken
Opvallend aan het gebouw zijn de monumentale muurmozaïeken. Léger had veel belangstelling voor de relatie tussen architectuur en kunst. Hij werkte na 1920 intensief samen met architecten van naam zoals Le Corbusier, Josep Lluis Sert en Paul Nelson. In 1933 hield Léger op het Congrès Internationaux d'Architecture Moderne  (CIAM-IV) een pleidooi voor een synthese tussen de architectuur en de beeldende kunst. Kleur moest de naakte ruimte van de moderne architectuur verrijken en tot leven brengen. Léger hoopte door middel van monumentale muurschilderingen en -mozaïeken de kunstbeleving bij het gewone volk te brengen. Voor hem schoten de zogenaamde ezelschilderijen daarin te kort. Die bereikten alleen de culturele elite. Muurschilderingen daarentegen waren voor iedereen toegankelijk.

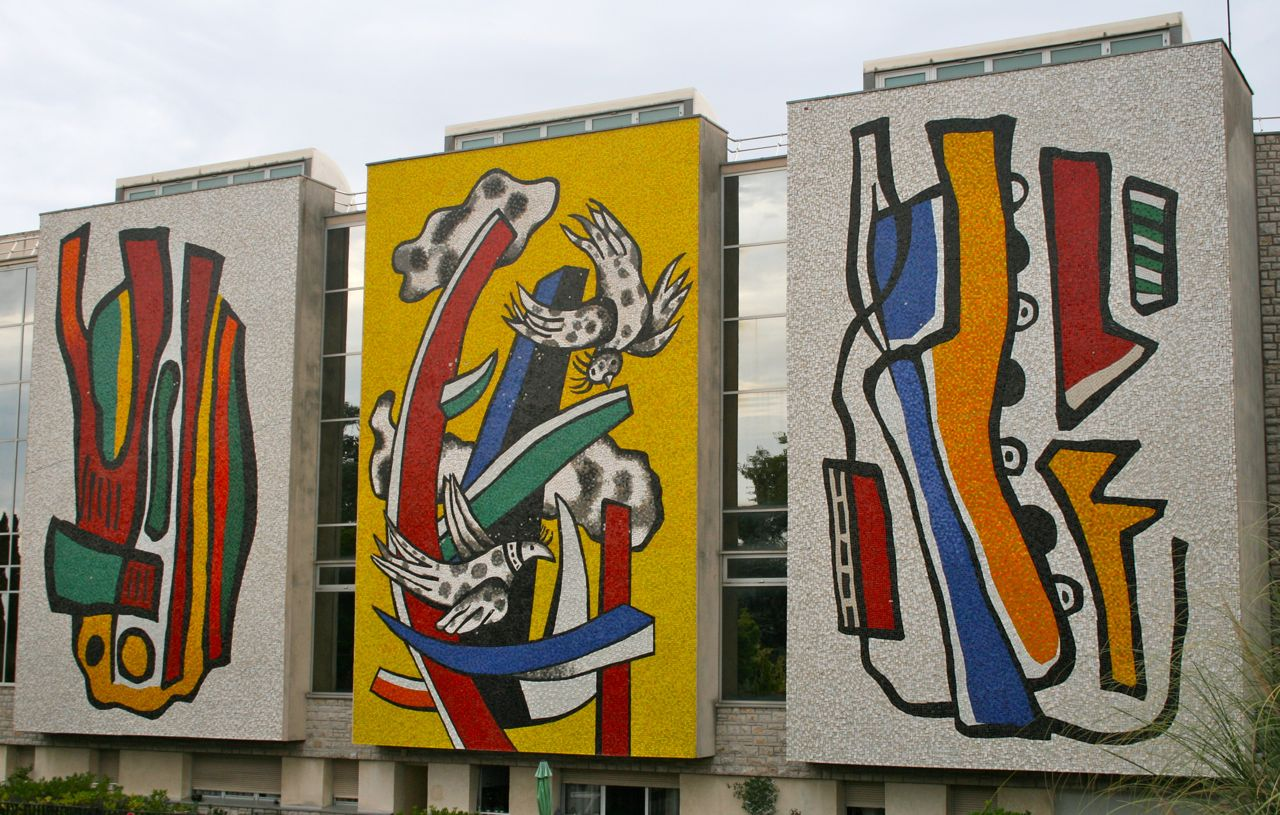
De oostgevel van het museum

De zuidvleugel is bekleed met een mozaïek van 400 m². Het ontwerp is gebaseerd op voorstudies van Léger uit 1954 voor een wielerbaan in Hannover, dat daar overigens niet werd gerealiseerd. Heidi en Lino Melano zorgden voor de uitvoering. Het mozaïek laat een veelheid van sportmotieven zien. De monumentale mozaïeken aan de west- en oostgevel werden gemaakt door Heidi Melano. De westgevel kreeg een mozaïek van 340 m². Het ontwerp was gebaseerd op schetsen van Léger voor de Triënnale van Milaan van 1951 die gehouden werd in het Palazzo dell'Arte. Aan weerszijden werden grote ramen geplaatst. Daarbij werd gebruik gemaakt van de dalle de verre-techniek, die eerder door Léger werd toegepast bij de ramen van de katholieke kerk in Courfaivre. Bij dalle de verre worden dikke, verlijmde glasplaten geplaatst in gewapend beton (glas-appliqué). De oostgevel werd voorzien van drie mozaïeken. De middelste ‘Les oiseaux sur fond jaune’ baseerde Heidi Melano op motieven uit het laatste schilderij waaraan Léger had gewerkt. Voor de andere twee mozaïeken liet zij zich inspireren door voorstudies van Léger voor de muurschilderingen in de vergaderzaal van de Algemene Vergadering van de Verenigde Naties .

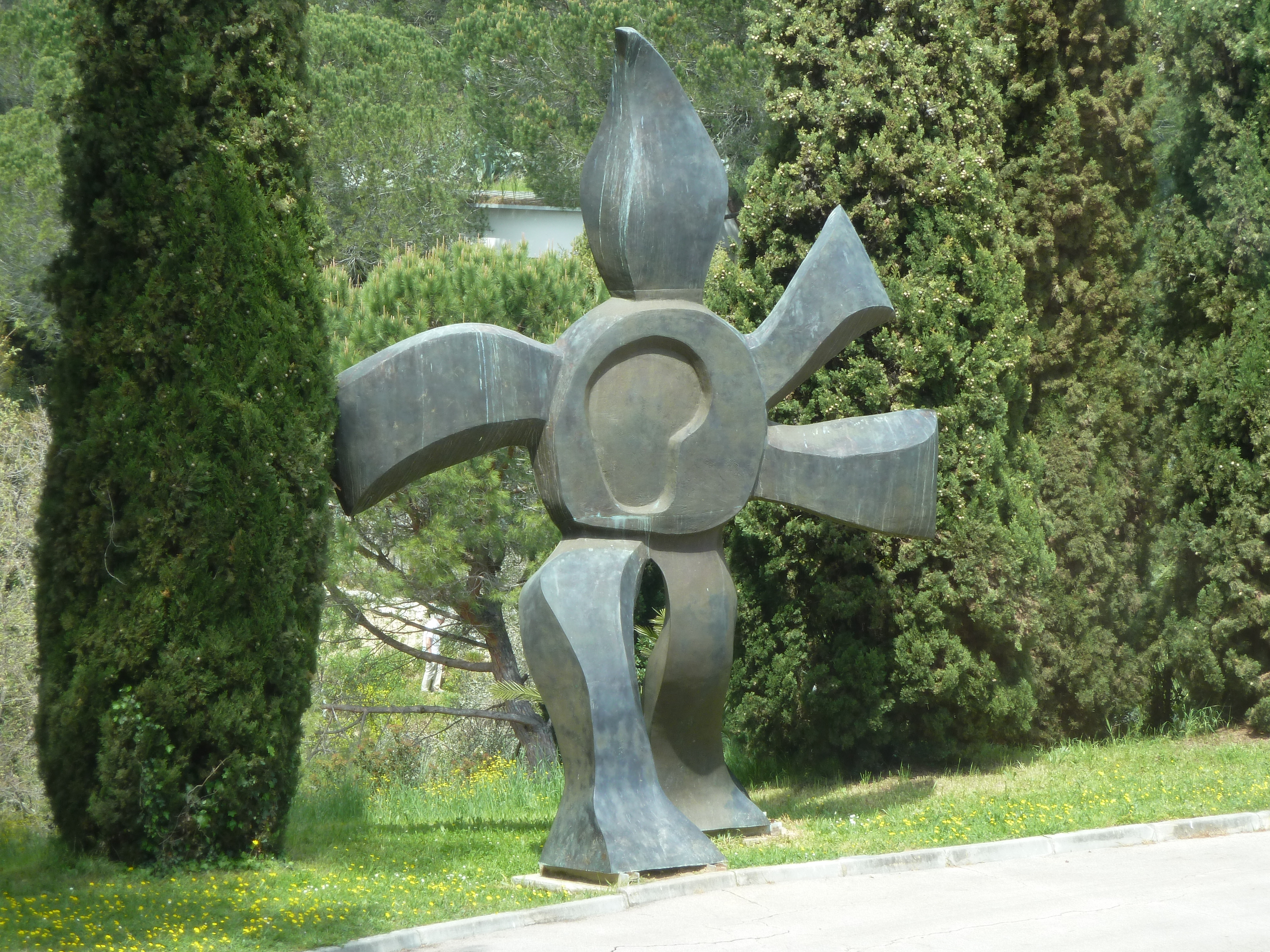
Grande_fleur_musee_fernand_leger

## De tuin
De tuin van het museum werd ontworpen door Henri Fisch. De glooiende tuin is zo aangelegd  dat de mozaïeken van de zuid- en westvleugel vanuit verschillende posities goed zichtbaar zijn. Aan de rand van de tuin staan twee sculpturen: ‘Le jardin d’enfants’ en ‘Fleur qui marche’, een eerbetoon aan het ceramische werk van Léger. Samen met zijn vriend en leerling Roland Brice werkte Léger  aan het transformeren van motieven uit zijn schilderijen tot ceramische sculpturen. Hij financierde in 1951 de aanschaf van een grote oven voor het maken van monumentaal werk in het atelier van Brice . Zo kwam in 1952 ‘La Fleur Polychrome’ tot stand. Léger ontwierp daarna een variant op dit beeld ‘La Fleur qui marche’. Het moest staan voor de ingang van het ‘Hôpital Mémorial France-États-Unis’ in Saint-Lô ontworpen door Paul Nelson met wie Léger nauw samenwerkte. Het door Léger gedachte beeld kwam daar nooit te staan, maar in de tuin van het museum realiseerde Roland Brice een  3,15 m hoog beeld. Het beeld werd in de jaren erna nog een aantal keren (vergroot) gereproduceerd. Er bestaan vijf gepatineerde bronzen uitvoeringen van dit beeld. ‘Le Jardin d’enfants’ is het andere in het oog vallende sculptuur. In 1958 had Nadia Léger Claude en Roland Brice gevraagd dit sculptuur te maken. De ceramische elementen werden in het atelier van Brice in Biot afzonderlijk gebakken en daarna in de tuin van het museum geassembleerd tot een sculptuur van 6,6 m hoog.

## Collectie
Het museum heeft de grootste collectie werken van Léger ter wereld. Tot de aanwezige meesterwerken behoren ‘Le 14 juillet’ uit 1914, Le Déjeuner’ uit 1920, ‘Le Grand Remorqueur’ uit 1923, ‘Composition à la feuille’ uit 1927, ‘La Joconde aux clés’ uit 1930, ‘Les loisirs sur fond rouge’ uit 1949 en ‘Les Constructeurs’ uit 1950.